# Condado de Nantou

Localização em Taiwan

Condado de Nantou (chinês: 南投縣) é o segundo maior condado de Taiwan. É também o única divisão do país que não tem litoral. O seu nome deriva da palavra aborígene Ramtau. 
Sua área montanhosa torna-o um destino turístico procurado. Sua capital é a cidade de Nantou. O chá tung-ting de Nantou é um dos chás oolong de mais alta qualidade cultivados em Taiwan.